# Naturreligion
Naturreligion är en religionsform, enligt vilken människan ägnar sin dyrkan åt personifierade naturmakter och naturföreteelser. En sådan religion är en produkt av naturfolkens fantasi, som förmått dem att bakom naturens företeelser spåra personliga väsen, besläktade med människan, samt ett ännu outvecklat religiöst medvetande, som föreställt sig det gudomliga som bundet vid denna fantasis alster. Naturreligion är således ett högre utvecklingsstadium av naturdyrkan.
Med naturreligion menas en mindre sammanhållen religion, ibland kallad skriftlös religion som framför allt dyrkar naturen i någon form, exempelvis jorden (Gaia), himlakroppar (ofta solen och månen), djur och växter. Dessa religioner är vanligtvis små, oorganiserade och ofta avgränsade till ett folk eller en stam. Då de inte innefattar samma stora organisation som de så kallade världsreligionerna har de tidigare ibland kallats primitiva. Bland naturreligionerna kan man urskilja vissa grupper, såsom animism och schamanism. Naturreligioner är vanliga i Afrika (afrikanska religioner), Amerika (indianska religioner) och runt polcirkeln inklusive Sibirien (cirkumpolära religioner, däribland finsk-ugriska religioner (innefattande samisk religion) och till viss del i Mellanöstern (turkisk schamanism). Man tror att vissa människor kan prata med heliga andar i naturen. På så vis kan de som pratar med naturen förmedla kunskap till alla i stammen. Begravningar brukar ses som viktiga ceremonier inom naturreligioner.
Naturfolksreligioner är en beteckning av de naturreligioner som fortfarande utövas i världen idag.